# Nu eller aldrig (film fra 1921)
Nu eller aldrig er en amerikansk stumfilm fra 1921 af Hal Roach og Fred C. Newmeyer.

## Medvirkende
- Harold Lloyd
- Mildred Davis
- Anna Mae Bilson
- William Gillespie
- Noah Young
- Roy Brooks
- Sammy Brooks
- Wallace Howe
- Mark Jones
- Gaylord Lloyd